# Plantago cavaleriei
Plantago cavaleriei är en grobladsväxtart som beskrevs av Leveille. Plantago cavaleriei ingår i släktet kämpar, och familjen grobladsväxter. Inga underarter finns listade i Catalogue of Life.